# 约翰逊字典
《约翰逊字典》（英語：A Dictionary of the English Language），是由英國文學家塞缪尔·约翰逊（Samuel Johnson）編撰的英文字典，於西元1755年4月15日出版。它是英語歷史中最具影響力的字典之一。
人們對當時的字典不滿，所以在1746年6月，一群倫敦書商與詹森簽約，報酬1500堅尼（1,575英鎊，相當於2023年的26萬英鎊）要求他寫一本字典。他花了近七年才完成這部作品，雖然他曾聲稱能在三年內完成。值得注意的是，除了複製標在書上的說明引文等文書上的協助外，他是單槍匹馬地完成這部作品。詹森在他有生之年中出版了幾個修訂版。
直到173年之後的牛津英語辭典完成之前，這本字典被認為是超群絕倫的英語字典。根據華特·傑克森·貝特（Walter Jackson Bate）所言，這本字典「無疑是最偉大的學術成就之一，可能是有史以來由一個人在一切劣勢與無可比擬的長時間下努力製作的最偉大的傑作。」

## 背景
在當時之前，書籍被視為可敬的東西，但到了十八世紀中葉，隨著普羅大眾識字率的上升與印刷和裝訂技術的進步，書籍、文字、地圖、宣傳冊和報紙首次以合理的價格提供給公眾使用。印刷文字的激增，產生了對文法、定義與拼法的固定模式的需求。這個問題可以通過一本有權威的英文字典解決。1746年，倫敦最成功的印刷機財團，包括羅伯特·多德斯理（Robert Dodsley）、湯瑪士·朗曼（Thomas Longman）都無法獨自承擔得起這個問題，於是他們著手滿足識字率日益增長的公眾，並試圖將這個需求變為自己的資本。
约翰逊的字典不是世界上第一本英語詞典，也不在頭十幾本之內。英格蘭在過去150年內有超過二十本英文詞典被出版，而其中最古老的是一本由湯瑪士·埃利奧特（Thomas Elyot）在1538年出版的拉丁美洲英語“字典”。第二套由理查·馬爾卡斯特（Richard Mulcaster）在1583年出版。1598年，一本意大利的英文字典由約翰·弗洛里奧（John Florio）出版。這些詞典的缺點大多是組織不善，解釋過於生硬模糊。
還有幾個字典以拉丁語、英語、法語和意大利語為主。班傑明·馬丁的英文語言改革（Lingua Britannica Reformata，1749）和愛因斯沃許的的拉丁語辭庫（Thesaurus Linguae Latinae，1737）將詞語的詞條分義項定義，是前所未聞的。在英語（與其他語言）中，約翰·考威爾的法律字典《譯員》於1607年出版，愛德華·菲利普斯的《英語單詞新世界》（The new world of English words）於1658年出版，而南森·貝利於1721年準備了包含40,000單詞的字典，但這些字典的全面度還是不及約翰森的字典。

### 约翰逊的預備
约翰逊出身書商家庭，家境貧寒，他苦學有成，寫文妙趣橫生。1747年，他寫了《一本英文字典的計劃》（Plan of a Dictionary of the English Language）。這份計劃得到了國務大臣蔡斯菲爾德伯爵（Philip Stanhope, 4th Earl of Chesterfield）的贊助，但約翰遜不以此為樂。蔡斯菲爾德不在乎稱讚，反而對約翰遜的才能感興趣。之後约翰逊帶著六位助理，獨力著手編辭典。這份巨大的工程費時八年半之久，期間飽受疾病、貧困之苦，又逢喪妻之痛。1753年他在日記中寫道：“著手字典第二冊，仍有序言，文法，歷史等尚未動筆的項目，老天，有誰支持我完成這份艱巨的工作？”约翰逊進駐高富院（Gough Square）17号，前後聘用六位助手，摘抄引例，整理稿笺。
《约翰逊字典》終於在1755年4月15日出版，有42,773個詞項和114,000個引例說明，是在19世紀《牛津英文字典》（Oxford English Dictionary）出版之前的史無前例的著作。约翰逊本人宣稱這本書是"Vasta mole superbus"（「將它巨大的體積引以為傲」）。
在標題頁內容如下：

A

DICTIONARY

of the

English Language:

in which

The WORDS are deduced from their ORIGINALS,

and

ILLUSTRATED in their DIFFERENT SIGNIFICATIONS

by

EXAMPLES from the best WRITERS.

To which are prefixed,

A HISTORY of the LANGUAGE,

and AN ENGLISH GRAMMAR.

By SAMUEL JOHNSON, A.M.

In TWO Volumes

VOL. I

他在字典的序中寫道：“好奇的讀者也許願知道，作者編纂這本字典時，既無碩學鴻儒可供咨詢，有力人士之贊助亦付闕如，既非完成於舒適的寧靜書齋，亦乏宏偉學術殿廊之庇蔭，而是完成於無盡的窘困，旁騖，疾病，悲苦中。若竟無人讚揚此書，我亦甘之若素，縱有一二獎掖之語，對我孤寂清冷的人生復有何益？我的工作再三延宕，直至我最想取悅的親友均已辭世，成功與失敗對我同是空言……”現代編製字典之基本原則，最先由约翰逊所奠基。
這時國務大臣蔡斯菲爾德伯爵又向他眉來眼去，他抱怨說，字典缺乏結構和主張：“我們必須訴諸舊羅馬適宜時期的混亂，並選擇了一個獨裁者。在此原則上，我給我投票給约翰逊先生來填補這一偉大而艱鉅的職務。”
結果约翰逊沒好氣的寫了一封信給他：“自鄙人見摒於大人門外，翹首鵠候於大人會客室內，於茲七年矣！大人，七年來鄙人備嚐艱辛，而今嗟嘆亦無益，鄙人無依無援，大人未曾有一字之慰勉，一笑之恩典，鄙人亦不復抱任何期望，此字典之竣事實未得贊助人之一毫相助。”

## 文采
《约翰逊字典》是一本可讀性相當高的著作，充滿典雅的文學詞句以及各種古怪有趣的知識。它最大特色是其例句廣泛取材自著名的文學作品，如莎士比亞、約翰·彌爾頓、阿狄生（Addison）、弗蘭西斯·培根、蒲柏、聖經等等，當代著述一概不取，例如curse（诅咒）一条，引自莎剧《暴风雨》（The Tempest）中丑人卡戾笨（Caliban）的台词：“我知道如何诅咒”（I know how to curse），约翰逊在know后面加上not，變成我不知如何诅咒（I know not how to curse）。又如短语“with bated breath”意思是“屏息地”，即出自《威尼斯商人》，又如“a foregone conclusion”意思是“预料中的结局”，出自《奥赛罗》。培根的一句名言被约翰逊所引用：“讀書時不可存心詰難作者，不可盡信書上所言，亦不可只為尋章摘句，而應推敲細思。”整本字典更像是一冊文集，隨時隨地取閱以排解沉悶。對字義的解釋盡可能具體而微，一改過去“大而化之”的風格。為此他特地向新聞人大衛·加雷克借了一套《莎士比亚全集》，专抄莎翁名句，結果整套被拆爛了。
《约翰逊字典》錯誤在所難免，《约翰逊傳》中記載他把pastern一詞定義為“馬的膝蓋”，原義是“馬的腳部”，有一位女士問他怎麼會犯此錯誤，他答：“無知，夫人，純粹的無知。”
约翰逊博闻强记、妙语连珠，常在词条的解释中开玩笑，因此《约翰逊字典》亦編寫得有趣，例如：
- 枯燥（dull）一詞的例句就是：“編詞典是件枯燥的事情。”
- 他不喜歡蘇格蘭人，定義燕麥（OAT）為“英格蘭人用來餵馬，蘇格蘭人拿來食用的穀物”。
- 又說十四行诗（sonnet）是“一種14行短詩體，…不太適合英語。”
- 退休金（Pension）：“付给与某人能力不相称的津贴，在英国，颁给公务员以感谢他对国家的反叛。”
- 貨物稅（Excise）：“一种人人恨之入骨的货物税，按抽税者的兴致任意调整。”
- 赞助人（patron）:“通常是捐助以骄横而被报以诌媚的可怜虫。”
- 辞典编纂人（lexicographer）：“辞典的编辑，長期追溯字源字義，累己而無傷於他人的穷人。”

## 逸事
中國作家錢鍾書考取第三屆庚子賠款公費留學資格後前往英国时，在轮船上唯一以约翰逊博士的字典自随。
2017年9月18日，Google的首頁塗鴉紀念约翰逊308歲冥誕。